# Kapince
Kapince és un poble i municipi d'Eslovàquia. Es troba a la regió de Nitra, al sud-oest del país, a 155 msnm. El 2017 tenia 187 habitants. La primera menció escrita de la vila es remunta al 1261.

## Demografia
| Godina             | 1994 | 2004 | 2014   | 2024   |
| ------------------ | ---- | ---- | ------ | ------ |
| Nombre de persones | 193  | 193  | 187    | 172    |
| Diferència         |      | +0%  | −3,10% | −8,02% |

| Godina             | 2023 | 2024   |
| ------------------ | ---- | ------ |
| Nombre de persones | 178  | 172    |
| Diferència         |      | −3,37% |